# His Lordship
Pour plus de détails, voir Fiche technique et Distribution.
His Lordship est un film britannique réalisé par Michael Powell, sorti en 1932.

## Synopsis
Bert, un plombier, hérite du titre de Lord. Pour faire plaisir à sa mère, il pose en tant que fiancé d'une vedette de cinéma, mais cela ne plaît pas à sa vraie fiancée...

## Fiche technique
- Titre original : His Lordship
- Réalisation : Michael Powell
- Scénario : Ralph Smart, d'après le roman The Right Honorable d'Oliver Madox Hueffer
- Direction artistique : Frank Wells
- Décors : W.G. Saunders
- Photographie : Geoffrey Faithfull, Arthur Grant
- Son : Michael Rose
- Montage : John Seabourne[1], Arthur Seabourne[2]
- Musique et Lyrics : Walter Leigh, Ronald Hill, Paul Bergen, Richard Addinsell, V.C. Clinton-Baddeley, Eric Maschwitz
- Direction musicale : Maurice Winnick
- Chorégraphie : Max Rivers
- Production : Jerome Jackson
- Société de production : Westminster Films
- Société de distribution : United Artists Corporation
- Pays d’origine :  Royaume-Uni
- Langue originale : anglais
- Format : noir et blanc — 35 mm — 1,37:1 — son Mono (RCA Photophone)
- Genre : Comédie, film musical
- Durée : 79 minutes
- Dates de sortie : 
  -  Royaume-Uni : 5 décembre 1932

## Distribution
- Jerry Verno : Bert Gibbs
- Janet McGrew : Ilya Myona
- Ben Welden : Washington Roosevelt Lincoln
- Polly Ward : Leninia
- Peter Gawthorne : Ferguson
- Muriel George : Mme Emma Gibbs
- Michael Hogan : le camarade Curzon
- V.C. Clinton-Baddeley : le camarade Howard
- Patrick Ludlow : Grimsthwaite

## Chanson du film
- We'll Furnish it with Love, paroles et musique de Leslie Holmes et Clay Keyes